# Leiopsammodius pellucens
Leiopsammodius pellucens är en skalbaggsart som beskrevs av Rudolph Petrovitz 1961. Leiopsammodius pellucens ingår i släktet Leiopsammodius och familjen Aphodiidae. Inga underarter finns listade i Catalogue of Life.